# Витебское сражение
Витебское сражение — боевые действия, развернувшиеся 6—16 июля 1941 года между войсками 19-й и 20-й армий Западного фронта и соединениями 3-й и 2-й танковых групп вермахта на витебском направлении.
Танковое сражение юго-западнее Витебска (Лепельский контрудар) произошло 6—10 июля 1941 года между немецкими 2-й и 3-й танковыми группами группы армий «Центр» и двумя советскими механизированными корпусами 20-й армии Западного фронта и является частью Белорусской стратегической оборонительной операции.
Форсирование Западной Двины и захват Витебска 9—11 июля немецкими войсками является самостоятельной операцией вермахта, все последующие боевые действия в районе Витебска 12—16 июля являются частью Смоленского сражения.

## Предшествующие события
После взятия Минска и разгрома основных сил советского Западного фронта в Белостокском и Минском «котлах» немецкие моторизованные корпуса начали продвижение к рубежу по водоразделу рек Западная Двина и Днепр — к, так называемым, «Смоленским воротам», чтобы начать новое наступление на Московском направлении.
Начальник германского Генерального штаба генерал-полковник Франц Гальдер записал в свой дневник 3 июля:

В целом уже можно сказать, что задача разгрома главных сил русской сухопутной армии перед Западной Двиной и Днепром выполнена. Я считаю правильным высказывание одного пленного командира корпуса о том, что восточнее Западной Двины и Днепра мы можем встретить сопротивление лишь отдельных групп, которые, принимая во внимание их численность, не смогут серьёзно помешать наступлению германских войск. Поэтому не будет преувеличением сказать, что кампания против России выиграна в течение 14 дней. Конечно, она ещё не закончена. Огромная протяжённость территории и упорное сопротивление противника, использующего все средства, будут сковывать наши силы ещё в течение многих недель.

…Когда мы форсируем Западную Двину и Днепр, то речь пойдёт не столько о разгроме вооружённых сил противника, сколько о том, чтобы забрать у противника его промышленные районы и не дать ему возможности, используя гигантскую мощь своей индустрии и неисчерпаемые людские ресурсы, создать новые вооружённые силы.

Как только война на востоке перейдёт из фазы разгрома вооружённых сил противника в фазу экономического подавления противника, на первый план снова выступят дальнейшие задачи войны против Англии…
Командующий 3-й танковой группы Гот поставил задачу: 57-му мотокорпусу овладеть Полоцком, 39-му мотокорпусу — Витебском. В авангарде 39-го корпуса шла 7-я танковая дивизия Функа. Вторым эшелоном двигалась 20-я тд.
Под Лепелем немцев остановили курсанты Лепельского артиллерийско-миномётного училища, Виленского пехотного училища, пограничники и артиллеристы 193-го противотанкового дивизиона. Бой длился почти сутки. В ночь на 3 июля курсанты взорвали мост через реку Уллу и отошли восточнее.
Три дня удерживала атаки немецкой 20-й тд 50-я стрелковая дивизия. Во время боя пропал без вести комдив генерал-майор Василий Евдокимов. Остатки дивизии отошли к Витебску.

Немецкую 7-ю тд у Бешенковичей остановила 153-я стрелковая дивизия. Гот в мемуарах пишет: 
7-я тд имела задачу внезапным ударом с ходу овладеть Витебском. Но сначала у Бешенковичей, а затем севернее Дубровки она натолкнулась на сопротивление противника. По-видимому, южнее Витебска силы противника значительны. В связи с этим продвижение здесь приостановлено и возобновится лишь после обхода города с севера.

## Силы сторон на центральном направлении к 6 июля

### Вермахт
Большая часть группы армий «Центр» ещё участвовала в ликвидации Минского «котла», поэтому в продвижении на восток приняли участие только подвижные соединения, объединённые штабом 4-й армии (её назвали 4-я танковая армия, командующий — генерал-фельдмаршал Г. фон Клюге):
- 3-я танковая группа (командующий — генерал-полковник Г. Гот)
  - 57-й мотокорпус (19-я танковая и 18-я мотопехотная дивизии, позже к ним присоединилась 14-я мотопехотная дивизия) выдвинулся в район Полоцка
  - 39-й мотокорпус (7-я танковая дивизия, вслед за ней 20-я танковая и 20-я мотопехотная дивизии) направился на Витебск; позже в состав корпуса были переданы 12-я танковая и 18-я мотопехотная дивизии
- 2-я танковая группа (генерал-полковник Г. Гудериан)
  - 47-й мотокорпус (18-я и 17-я танковые дивизии, вслед за ними 29-я мотопехотная дивизия) продвигался в направлении Орши
  - 46-й мотокорпус (10-я танковая и (моторизованная) дивизия СС «Рейх») двигался к Могилёву
  - 24-й мотокорпус (3-я и 4-я танковые дивизии, за ними 1-я кавалерийская и 10-я мотопехотная дивизии) наступал в направлении Рогачёва и Быхова.

### РККА
На рубеже рек Западная Двина и Днепр заканчивал сосредоточение Второй стратегический эшелон РККА (22-я, 20-я, 21-я армии и 19-я, 16-я армии), который 2 июля был передан в подчинение Западного фронта, что для немецкого командования стало неожиданностью.
2 июля командующим Западным фронтом назначается маршал С. К. Тимошенко (вступил в должность 4 июля). В должность начальника штаба фронта с 30 июня вступил генерал-лейтенант Г. К. Маландин.
Войска фронта и полоса обороны:
- 22-я армия (командующий генерал-лейтенант Ф. А. Ершаков), имея два стрелковых корпуса 51-й ск (в составе 98-й, 112-й, 153-й стрелковых дивизий) и 62-й ск (в составе 170-й, 174-й, 186-й стрелковых дивизий), заняла на правом фланге Западного фронта полосу обороны, включавшую Себежский укрепрайон, рубеж вдоль Западной Двины Краслава - Дрисса - Дисна, Полоцкий укрепрайон, далее рубеж (вдоль Западной Двины) Усвица - Улла - Бешенковичи - Гнездилово, своим левым флангом — юго-западнее и южнее города Витебск по рубежу Гнездилово - станция Сосновка - станция Крынки.
- 20-я армия (командующий генерал-лейтенант П. А. Курочкин) вначале имела в своём составе два стрелковых корпуса (61-й ск и 69-й ск), 7-й механизированный корпус, а также несколько отдельных стрелковых дивизий. Армия заняла полосу обороны от Витебска (исключая) до Могилёва. Вскоре в состав армии включили 5-й механизированный корпус, а 61-й стрелковый корпус вместе с полосой обороны в районе Могилёва был подчинён 13-й армии (командующий — генерал-лейтенант П. М. Филатов), отошедшей из района Минска и получившей здесь новую полосу обороны.
- 19-я армия (командующий генерал-лейтенант И. С. Конев) перебрасывалась в район Витебска с Украины и формально в своём составе имела семь стрелковых, две танковые и одну мотострелковую дивизии. Однако к началу активных боевых действий армия прибыть в назначенный район фактически не успевала.
- 16-я армия (командующий генерал-лейтенант М. Ф. Лукин) сосредоточилась в районе Смоленска (как и 19-ю армию, её перебрасывали с Украины). После передачи 5-го мехкорпуса в подчинение 20-й армии, в составе 16-й армии остались две стрелковые дивизии.
- 21-я армия (командующий генерал-лейтенант В. Ф. Герасименко) представляла собой мощный кулак на южном фланге советского Западного фронта в районе города Гомель. Она включала 4 стрелковых корпуса и 1 мехкорпус, всего 12 стрелковых, 2 танковые и 1 мотострелковая дивизии.

Авиация Западного фронта насчитывала 6 авиадивизий армейского подчинения:
- Действия 22-й армии поддерживали 12-я бомбардировочная и 46-я смешанная авиадивизии.
- Действия 20-й армии поддерживали 23-я и 47-я смешанные авиадивизии.
- Действия 21-й армии поддерживали 13-я бомбардировочная и 11-я смешанная авиадивизии.

## Планы сторон
Немецкие подвижные соединения продвигались на восток, чтобы занять исходные позиции для последующего наступления. Однако советское командование не собиралось пассивно наблюдать за продвижением немецких войск. Оторванность подвижных немецких соединений от полевых пехотных дивизий давало шанс советскому командованию разбить немецкие войска поэшелонно. Запланированное контрнаступление на Лепель в стык двух немецких танковых групп имело целью разгромить противника и остановить немецкое наступление.

## Лепельский контрудар

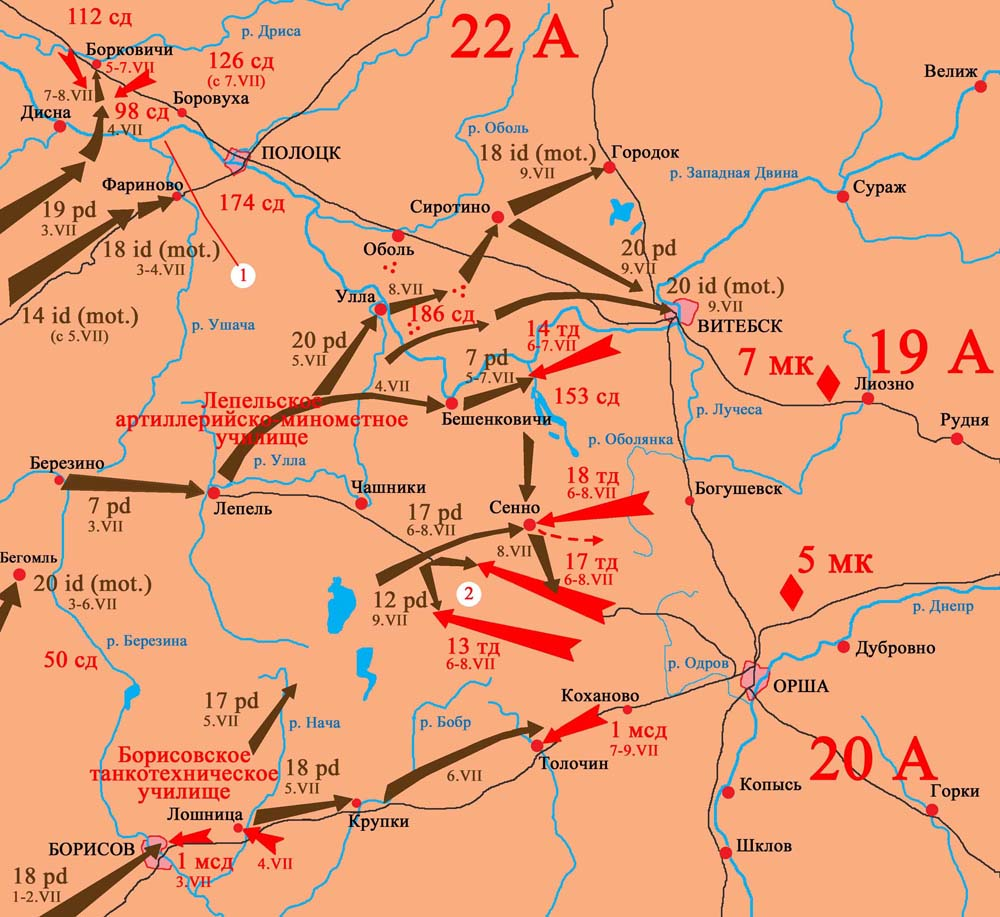
Боевые действия на северном фланге советского Западного фронта. 1—10.VII.1941
1. Линия Полоцкого УРа.
2. Окружение отряда советской 17-й танковой дивизии в районе Цотово, Толпино.

В авангарде немецкого 39-го мотокорпуса к Витебску двигалась 7-я тд генерал-майора Функа. 5 июля у Бешенковичей авангард натолкнулся на советскую 153-ю сд из 22 А и  был остановлен. Наступление 3-й танковой группы на Витебском направлении застопорилось.

Командующий 3-й танковой группой генерал Герман Гот пишет: 
7-я тд имела задачу внезапным ударом с ходу овладеть Витебском. Но сначала у Бешенковичи, а затем севернее Дубровки она натолкнулась на сопротивление противника. По-видимому, южнее Витебска силы противника значительны. Продвижение здесь приостановлено и возобновится лишь после обхода города с севера.

6 июля немецкая 7-я тд вновь безуспешно атаковала позиции советских войск. Продвигавшаяся же вслед за ней 20-я тд ещё 5 июля повернула к Улле для форсирования там реки Западная Двина. Об этом пишет в дневнике начальник  Генштаба Гальдер: 
Танковая группа Гота форсировала Западную Двину выше Полоцка в районе Улла и закрепилась на северном берегу реки.
С целью остановить движение противника на Витебск советское командование (маршал Семён Тимошенко, генерал-лейтенант Павел Курочкин) решило нанести по наступающему противнику мощный удар силами двух свежих мехкорпусов из 20-й А Западного фронта.
- 7-й мехкорпус (генерал-майор Василий Виноградов): две танковые дивизии: 14-ю и 18-ю.
- 5-й мехкорпус (генерал-майор Илья Алексеенко): две танковые дивизии (13-ю и 17-ю) и отряд 109-й мотодивизии.

Общее количество танков в наступавших мехкорпусах превышало 1400 единиц, из которых 47 КВ-1 и 49 Т-34.
Частью наступления были действия 1-й Московской Пролетарской мотострелковой дивизии против немецкой 18-й тд у Толочина. Но обычно их рассматривают отдельно. См. Оборона Борисова (1941).
В боестолкновение с противником вошли войска первого эшелона. 6 июля в контратаку пошли советские мехкорпуса: 7-й из района Бешенковичей и 5-й из района Орши. Нацелены они были на Лепель. Одновременно в том же направлении авиаудар нанесли бомбардировочные и штурмовой полки. Началось танковое сражение.
Но немцы, обладавшие маневренностью, быстро поняли замысел советского командования, выставили мощную противотанковую оборону, выбили танки и сразу же контратаковали.
Из-за отсутствия взаимодействия между советскими мехкорпусами боевые действия свелись к разрозненным боям на р. Черногостница, в районе Сенно (7-й мехкорпус) и в районе Толпино, Цотово (5-й мехкорпус).
На р. Черногостница 6 и 7 июля противотанковую оборону немецкой 7-й тд безуспешно преодолевала советская 14-я тд 7-го мехкорпуса, двинувшаяся на Лепель вдоль Бешенковичского шоссе. Только вечером 7 июля 14-я тд поменяла направление удара, при этом понесла большие потери, особенно в технике.
В это время 18-я тд 7-го мехкорпуса сражалась с немецкой 17-й тд за Сенно, но 8 июля вынуждена была оставить местечко.
Наступавший на Лепель 5-й мехкорпус, двигаясь от Орши, атаковал немецкую 17-ю тд, растянутую на марше к Сенно. Однако оставление Сенно вечером 8 июля позволило противнику атаковать 5-й мехкорпус во фланг и тыл. Передовые части 5-го мехкорпуса оказались в окружении.
В результате: тяжелые потери в людях и технике, целые дивизии оказались отрезанными от тылов.

Начальник германского Генштаба Франц Гальдер оценил Лепельский контрудар советского Западного фронта, как сильные контратаки противника:
8 июля: 2-я тг ведёт бои с противником, который беспрерывно контратакует от Днепра. Особенно ожесточённо противник контратакует северный фланг 2-й тг силами пехоты и танков от Орши.
9 июля: На северном фланге 2-й тг противник предпринял ряд сильных контратак от Орши против 17-й тд. Эти контратаки удалось отбить. Наши потери в танках незначительны, однако людские потери довольно велики. Контратаки сковали 17-ю тд и задержали её прибытие на направление главного удара танковой группы Гудериана южнее Орши. Её придётся заменить 12-й тд из 3-й тг.

## Оборона Полоцка
C 27 июня начались бои за Полоцкий укреплённый район. На 6 советских дивизий в районе Полоцка наступали 16 немецких, но немецкое наступление удалось задержать на 22 дня.
Когда 9 июля в Витебск ворвалась немецкая 20-я танковая дивизия, то возникла опасность окружения защитников Полоцкого укрепрайона, но они не отступили. Однако начатое немцами 13 июля наступление на Невель им остановить не удалось. Обходя Полоцк с севера, 15 июля немцы перерезали железную дорогу Полоцк—Идрица и захватили часть Полоцка на левом берегу Западной Двины.
После этого начался отвод советских войск из Полоцкого укрепрайона к Великим Лукам, но арьергард оставался на позициях до 19 июля.

## Бои за Витебск

### Захват Витебска вермахтом
Тем временем, 8 июля в районе Уллы немецкая 20-я тд форсировала Западную Двину, преодолев сопротивление 186-й сд 22 А. 9 июля она заняла западную часть Витебска и захватила целым железнодорожный мост.
Вслед за ней через Двину переправились две мотодивизии, одна из которых (20-я моторизованная) поддержала действия 20-й тд в районе Витебска.
Именно в связи с наступлением противника севернее Витебска командующий 20 А генерал-лейтенант Павел Курочкин приказал приостановить наступление на Лепель.

Гот писал в мемуарах:
Форсирование Западной Двины на участке между Бешенковичами и Уллой тремя дивизиями 39-го танкового корпуса, а также овладение Витебском имели решающее значение для всей операции…
10 июля бои в Витебске продолжились. Советская 19 А, на которую планировалось возложить оборону Витебска, ещё только выгружалась.
К 9 июля в район Рудни и Лиозно прибыли лишь штабы армии и трёх корпусов, 220-я мотодивизия, 102-й танковый полк и отдельные боевые части. Прибыв в район Витебска, командарм Конев обнаружил в городе только батальон Осоавиахима и ополчение.
10 июля в бой за город вступила 220-я мотодивизия и 102-й танковый полк — единственный из всех частей 51-й тд. Стремительной ночной атакой они заняли всю восточную (левобережную) часть города, форсировали реку. Задача стояла выбить врага с витебского аэродрома. Танкисты немцев оттеснили, пехота заняла аэродром вслед за танками.
Неоднократно атакуя, машины вышли из боя с минимальным количеством горючего. Затем им пришлось с почти пустыми баками встретить вражеские танки, ведь уже на следующее утро началось немецкое контрнаступление. К исходу дня противник отбросил советские подразделения назад.
11 июля немецкие войска полностью заняли город. 12 июля немецкий 39-й мотокорпус сосредоточил у Витебска три дивизии (7-ю тд, 20-ю тд и 20-ю мотодивизию) и перешел в наступление на Смоленском направлении. 14 июля танковый батальон капитана Адильбекова остался прикрывать отход советских частей.

### Витебский котёл

Боевые действия на северном фланге советского Западного фронта. 10—18.VII.1941

Несмотря на неудачи предыдущих дней, 12 июля советское командование приказало вернуть Витебск силами трёх армий: 22 А, 19 А и 20 А.
Координировать их действия назначили генерал-лейтенанта Еременко - заместителя командующего войсками Западного направления. 12-14 июля Конев и Еременко отправляли советские войска в наступление на Витебск.
Однако инициатива продолжала оставаться у противника - немцы двинулись в обход Витебска, стремясь взять советские войска в клещи.
13 июля немецкий 39-й мотокорпус, наступавший на Смоленск с северо-запада, достиг Демидова (7-я тд) и Велижа (20-я тд). А 12-я тд южнее Витебска пробилась на Смоленское шоссе и взяла Рудню.
Командный пункт 19 А в районе Рудни подвергся удару, командарм Конев и генерал-лейтенант Еременко чудом избежали гибели или плена.
15 июля 7-я тд 3-й тг Гота вышла на Московское шоссе у Ярцево, а 29-я мотодивизия 2-й тг Гудериана, наступавшая от Копыси, ворвалась в Смоленск.
Так Витебск стал дном нового котла. Разгромленные части 19 А отступали на восток; многие советские солдаты и офицеры попали в плен. Севернее Смоленска пропал без вести командир 25-го ск генерал-майор Сергей Честохвалов.
16 июля в районе Лиозно, согласно официальной версии, попал в плен Яков Джугашвили - младший офицер 14-го гаубичного артполка 14-й тд 7-го мехкорпуса, сын И. В. Сталина.

## Последствия
Потеря Витебска имела для советского командования самые серьёзные последствия — ещё до форсирования Днепра в обороне Западного фронта была пробита брешь. Дело усугубил разгром 19 А по частям, в стадии сосредоточения. А попытки вернуть Витебск после того, как немецкие мотокорпуса действовали уже в районе Смоленска, привело к окончательному разгрому 19 А.
После потери Витебска советские войска продолжили бои за Смоленск. Сосредоточение Третьего Стратегического эшелона восточнее Смоленска придало импульс, казалось, уже проигранному сражению. Большую часть соединений Смоленского котла удалось деблокировать.
С другой стороны, в итоге операции 20 А на Лепельском направлении ударные группировки немецкой ГА «Центр» понесли значительные потери. Настолько, что их высокий наступательный темп, достигнутый в первые дни войны, сильно замедлился. Фактически целую неделю вермахту пришлось топтаться на одном месте.
Советские танковые дивизии отбросили врага на 30-40 км в сторону Лепеля и нанесли ему весьма существенный урон, некоторые немецкие танковые дивизии потеряли до половины техники. В тот момент для немецких войск сложилась весьма опасная ситуация, возникла реальная угроза тыловым путям снабжения ударных группировок. Немцы срочно стягивали в район советского контрнаступления не только все имевшиеся в данном регионе подкрепления, но и задействовали части соседних армий. Так, например, только для срыва наступления 5-го мехкорпуса немцы перебросили в район Сенно танковые дивизии из группы Гудериана и целый 2-й воздушный флот.
Цена, которую пришлось заплатить советским танкистам за неделю задержки немецкого наступления, оказалась очень высокой. Без авиационного и артиллерийского прикрытия, с малым запасом топлива и боеприпасов, в жестоких и кровопролитных встречных боях 5-й и 7-й мехкорпуса потеряли свыше восьмисот танков и большое количество личного состава.

## Причины неудачи
14 июля в докладе военного совета Западного направления Ставке ВГК указывалось:
Сложившаяся на фронте обстановка показывает — противник имеет целью окружение нашей витебско-оршанской группировки.
Наши войска вследствие длительных отходов, упорных за последнее время боёв, а также укомплектования их наспех, больших потерь вооружения — неустойчивы.
Особенно это сказывается при наступлении. Имели место случаи бегства частей от воздействия авиации и передовых танковых отрядов противника.
Положение осложняется тем, что прибытие новых соединений замедлено и дезорганизовано железными дорогами. В головных эшелонах прибывают тыловые части, а боевые части длительно задерживаются в пути.

Вследствие этого фронт не имеет резервов и вынужден спешно вводить на передовую плохо подготовленные части. Много дивизий состоит из разных частей. Что касается танковых соединений, они не имеют материальной части и превратились, по существу, в технически слабо оснащённую пехоту…